# Walter Becker
Walter Carl Becker (født 20. februar 1950 i Queens, New York, død 3. september 2017) var en amerikansk musiker bedst kendt som guitarist/bassist og sangskriver som den ene halvdel af duoen Steely Dan sammen med Donald Fagen.
Han havde også produceret album for blandt andet Fagen, albummet Kamakiriad. 

## Diskografi (solo)
- 11 Tracks of Whack, 1993
- Circus Money, 2008